# Boulevard Wilfrid-Hamel
Le boulevard Wilfrid-Hamel est une voie traversant la ville de Québec d'ouest en est, incluant une brève incursion dans le sud de la ville de L'Ancienne-Lorette.

## Situation et accès
Le boulevard Wilfrid-Hamel est un segment urbain de la route 138 à travers la ville de Québec. Il débute à la frontière ouest de la ville, près de Saint-Augustin-de-Desmaures. Il passe au sud de L'Ancienne-Lorette puis traverse les quartiers de Duberger–Les Saules et de Vanier avant d'aboutir dans le Vieux-Limoilou. Le boulevard traverse sur la majorité de son parcours des secteurs industriels et commerciaux à faible densité. Longeant approximativement la rivière Saint-Charles, le boulevard est situé parallèlement entre les autoroutes Félix-Leclerc, au nord, et Charest, au sud. De plus, il rencontre perpendiculairement trois autoroutes : Henri-IV, Robert-Bourassa et Laurentienne. À son extrémité est, il se termine près d'Expo Cité avant de se dissoudre dans les rues plus étroites de Limoilou, notamment la 18e rue.

## Origine du nom
Le nom du boulevard rend hommage à Wilfrid Hamel, ministre libéral et maire de Québec.

## Historique
L'adoption du toponyme varie en fonction des différentes municipalités que le boulevard traversait autrefois : Vanier l'adopte le 17 septembre 1943, Duberger le 1er août 1960 et Les Saules le 16 mars 1964.

## Bâtiments remarquables et lieux de mémoire
- Aéroport international Jean-Lesage de Québec
- Parc des Saules
- Cimetière Saint-Charles
- Centre commercial Fleur de Lys
- ExpoCité